# Museo laboratorio della civiltà contadina Masseria Luce
Il Museo laboratorio della civiltà contadina "Masseria Luce" è sito a Napoli, in zona periferica, nel quartiere di San Pietro a Patierno; del complesso fa anche parte un'antica chiesa coeva.

## Storia e descrizione
Sorto nell'ottobre del 2000, è situato presso l'omonima masseria settecentesca e si articola in varie sezioni: religiosità popolare, attrezzi, casa contadina, altri mestieri ed infine la sala documenti. 

### La chiesa
La sezione "religiosità popolare" si articola negli ambienti dell'antico edificio di culto. Esso, semi-saccheggiato dopo il sisma del 1980 e ridotto in rovina, in anni recenti, è stato riportato al suo stato originario grazie ad un gruppo di volontari. Esso è caratterizzato da un gradevole interno, formato da una navata rettangolare con finestroni: conserva alcune lapidi tombali settecentesche ed un pregevole altare maggiore in marmi intagliati. Le opere d'arte ivi custodite sono state quasi tutte rubate.